# San Vicente (Azuay)
San Vicente ist eine Ortschaft und die einzige Parroquia rural („ländliches Kirchspiel“) im Kanton El Pan der ecuadorianischen Provinz Azuay. Die Parroquia besitzt eine Fläche von 115,5 km². Im Jahr 2010 lag die Einwohnerzahl bei 1840. Die Parroquia wurde am 7. August 1992 im Kanton Paute gegründet und wenig später in den neu gegründeten Kanton El Pan überführt.

## Lage
Die Parroquia San Vicente liegt in der Cordillera Real im Nordosten der Provinz Azuay. Der Hauptort San Vicente befindet sich auf einer Höhe von 2560 m, 2,5 km südlich des Kantonshauptortes El Pan. Der Río Collay, ein rechter Nebenfluss des Río Paute, durchquert das Gebiet in nördlicher Richtung. Im Osten und im Westen wird das Verwaltungsgebiet von mehr als 3000 m hohen Gebirgskämmen flankiert.
Die Parroquia San Vicente grenzt im Norden an die Parroquia El Pan, im Nordosten an die Parroquia Sevilla de Oro, im Südosten an die Provinz Morona Santiago mit den Parroquias Copal (Kanton Santiago) und Yunganza (Kanton Limón Indanza) sowie im Süden und im Westen an die Parroquias Luis Cordero Vega, Daniel Córdova Toral und Mariano Moreno (alle drei im Kanton Gualaceo).